# 道口岐閉国造
道口岐閉国造（みちのくちのきへのくにみやつこ・みちのくちのきへこくぞう）は、古代に常陸国北端を支配した国造。道前岐閉（みちのくちのきへ）国造とも書く。

## 概要

### 祖先
建許呂命。応神天皇朝にその子の宇佐比刀禰が道口岐閉国造に任じられたという。

### 本拠地
常陸国多可郡または多珂郡（多賀郡）道口郷。現在の日立市助川と比定される。